# Émile Gaboriau
Émile Gaboriau, (Saujon, 9 de noviembre de 1832 - París, 28 de septiembre de 1873) fue un escritor y periodista francés. Precursor de la novela policíaca y novela negra en su país. En su obra se conjugan aspectos fantásticos con las influencias de Honoré de Balzac y Edgar Allan Poe. Murió en París a consecuencia de una apoplejía pulmonar.

## Obras destacadas
- L'affaire Lerouge (1866)
- Le dossier 113 (1867)
- Le crime d'Orcival (1868)
- Monsieur Lecoq (1869)
- Les esclaves de Paris (1869)
- La corde au cou (1873)

- Datos: Q463513
- Multimedia: Émile Gaboriau / Q463513